# ترکیه در المپیک تابستانی ۲۰۲۴
کاروان المپیکی ترکیه، یکی از کاروان‌های شرکت‌کننده در بازی‌های المپیک تابستانی ۲۰۲۴ بود. این مسابقات از ۲۶ ژوئیه تا ۱۱ اوت ۲۰۲۴ (۵ تا ۲۱ امرداد ۱۴۰۳ خورشیدی) به میزبانی پاریس، پایتخت فرانسه برگزار شد. از زمان به‌رسمیت شناخته شدن این کشور در کمیته بین‌المللی المپیک در سال ۱۹۰۸، کاروان‌های ورزشی ترکیه در تمامی دوره‌های المپیک تابستانی به جز سه دوره شرکت کرده‌اند؛ المپیک ۱۹۲۰ آنتورپ به دلیل تحریم قدرت‌های مرکز از جمله امپراتوری عثمانی، المپیک ۱۹۳۲ لس‌آنجلس در میانهٔ رکود بزرگ، و در المپیک ۱۹۸۰ مسکو به دلیل پیروی از رهبری ایالات‌متحده در تحریم بازی‌های المپیک تابستانی ۱۹۸۰. در این دوره از بازی‌ها، برای نخستین بار از سال ۱۹۸۴ آنها موفق به کسب مدال طلا نشدند.
ترکیه با کسب ۸ مدال (۳ نقره و ۵ برنز) در جایگاه شصت‌و چهارم رده‌بندی المپیک این دوره از بازی‌ها را به پایان رساند.

## مدال‌آوران
| مدال | ورزشکار                                | ورزش              | ماده                   | تاریخ    |
| ---- | -------------------------------------- | ----------------- | ---------------------- | -------- |
| نقره | یوسف دیکچ شوال ایلایدا طارهان          | تیراندازی         | تپانچه بادی ۱۰ متر     | ۳۰ ژوئیه |
| نقره | خدیجه آکباش                            | بوکس              | ۵۴ ک. گ زنان           | ۸ اوت    |
| نقره | بوسه‌ناز چاکراوغلو                      | بوکس              | ۵۰ ک. گ زنان           | ۹ اوت    |
| برنز | مته گازوز برکیم تومر عبدالله ییلدیرمیش | تیراندازی با کمان | تیمی مردان             | ۲۹ ژوئیه |
| برنز | بوسه توسون                             | کشتی              | ۶۸ ک. گ زنان           | ۶ اوت    |
| برنز | اسرا ییلدیز                            | بوکس              | ۵۷ ک. گ زنان           | ۷ اوت    |
| برنز | طاها آق‌گل                              | کشتی              | ۱۲۵ کیلوگرم آزاد مردان | ۱۰ اوت   |
| برنز | نافیا کوش                              | تکواندو           | ۶۷ ک. گ زنان           | ۱۰ اوت   |

| ورزش              | 1 | 2 | 3 | کل |
| بوکس              | ۰ | ۲ | ۱ | ۳  |
| تیراندازی         | ۰ | ۱ | ۰ | ۱  |
| کشتی              | ۰ | ۰ | ۲ | ۲  |
| تیراندازی با کمان | ۰ | ۰ | ۱ | ۱  |
| تکواندو           | ۰ | ۰ | ۱ | ۱  |
| کل                | ۰ | ۳ | ۵ | ۸  |

## شرکت‌کنندگان
ورزشکاران کاروان درکیه، در ورزش‌های زیر در این دوره از بازی‌ها شرکت کردند. در فهرست زیر، ورزشکاران براساس جنسیت تفکیک شده‌اند.
| ورزش              | مردان | زنان | روی‌هم‌رفته |
| ----------------- | ----- | ---- | --------- |
| تیراندازی با کمان | ۳     | ۱    | ۴         |
| دو و میدانی       | ۱۰    | ۶    | ۱۶        |
| بدمینتون          | ۰     | ۱    | ۱         |
| بوکس              | ۲     | ۵    | ۷         |
| دوچرخه‌سواری       | ۱     | ۰    | ۱         |
| شمشیربازی         | ۱     | ۱    | ۲         |
| ژیمناستیک         | ۵     | ۰    | ۵         |
| جودو              | ۵     | ۳    | ۸         |
| پنج‌گانه مدرن      | ۱     | ۱    | ۲         |
| روئینگ            | ۰     | ۱    | ۱         |
| قایقرانی بادبانی  | ۳     | ۵    | ۸         |
| تیراندازی         | ۳     | ۴    | ۷         |
| شنا               | ۴     | ۴    | ۸         |
| تنیس روی میز      | ۰     | ۱    | ۱         |
| تکواندو           | ۲     | ۳    | ۵         |
| والیبال           | ۰     | ۱۳   | ۱۳        |
| وزنه‌برداری        | ۱     | ۰    | ۱         |
| کشتی              | ۶     | ۵    | ۱۱        |
| کل                | ۴۷    | ۵۴   | ۱۰۱       |